# トー横キッズ

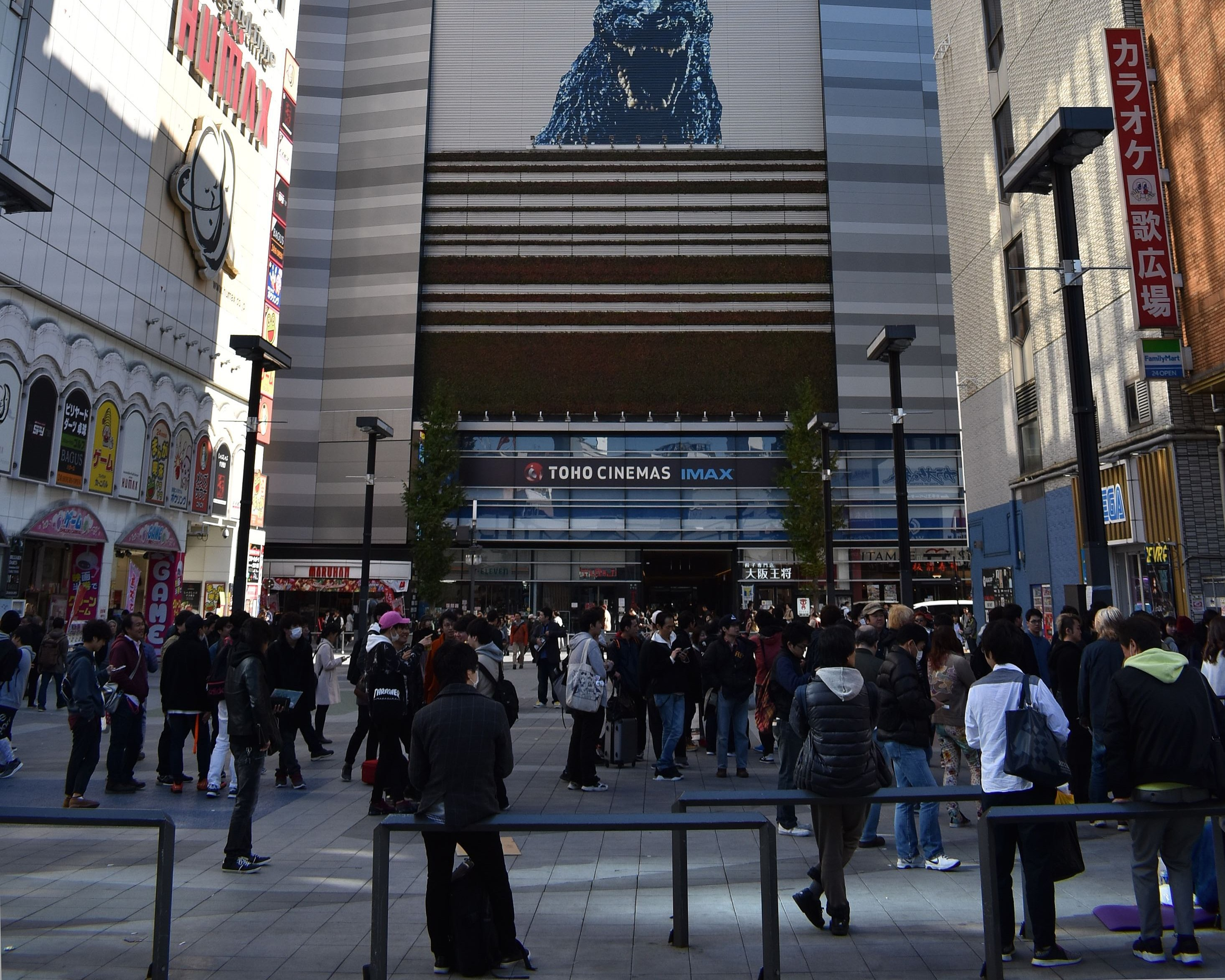
新宿東宝ビルの周辺（トー横）

トー横キッズ（トーよこキッズ）とは、東京都新宿区歌舞伎町の新宿東宝ビル周辺の路地裏に集まるの若者や学生たちによるコミュニティのことである。「トー横」とは「新宿東宝ビルの横」を略したもので、元来は東宝ビル東側の路地のことを指したが、語義が拡大され、西側のシネシティ広場なども含めた東宝ビル周辺一帯を指す場合もある。
なお、東横イン、東急東横線などの「東横」を冠する他の事物や東急グループとは無関係である。

## 歴史
2015年に、新宿東宝ビル（TOHOシネマズ新宿）が開業した。その後2018年頃より、自撮りを行う東京都内の学生たちがこの周辺に増え始め、彼らは「自撮り界隈」を自称し始めた。未成年も含む学生が多く集まっていたことから、周辺の居酒屋や性風俗店やキャバクラで働く女性たちが学生たちを「トー横キッズ」と呼び始めた。しかし彼らは「キッズ」と呼ばれることに抵抗し、2019年9月頃から「トー横界隈」と名乗りだした。その後は無名の存在であったが、2021年頃に界隈を狙った犯罪行為や誹謗中傷の被害が問題化したことから一躍注目を浴びることになった。

## 援助交際・暴力被害
新宿区は独身者の多い都心の住宅街に囲まれた立地であることから、援助交際や暴力被害が絶えず起こっている。2021年6月には当時15歳の少年が、生活指導の一環として路上でホームレスの60代男性の頭を足で踏みつけようとする動画がSNSで拡散され、少年は書類送検された。
同年5月には当時交際関係にあったとされる18歳の専門学校生の少年と、14歳の女子中学生が近くの歌舞伎町のホテルから飛び降り自殺をしており、さらにオーバードーズによる薬物中毒状態だったことが判明するなど、深刻な問題も起きている。

## 同様のコミュニティ
トー横キッズに類似するコミュニティが大都市部に存在する。
| 名前         | 集まる場所                                                   |
| ------------ | ------------------------------------------------------------ |
| ビブ横界隈   | 神奈川県横浜市西区にある横浜ビブレ周辺。                     |
| ドン横キッズ | 愛知県名古屋市中区錦三丁目にあるドン・キホーテ栄本店の周辺。 |
| グリ下キッズ | 大阪府大阪市中央区道頓堀にあるグリコサインの下周辺。         |
| 警固界隈     | 福岡県福岡市中央区天神にある警固公園周辺。                   |

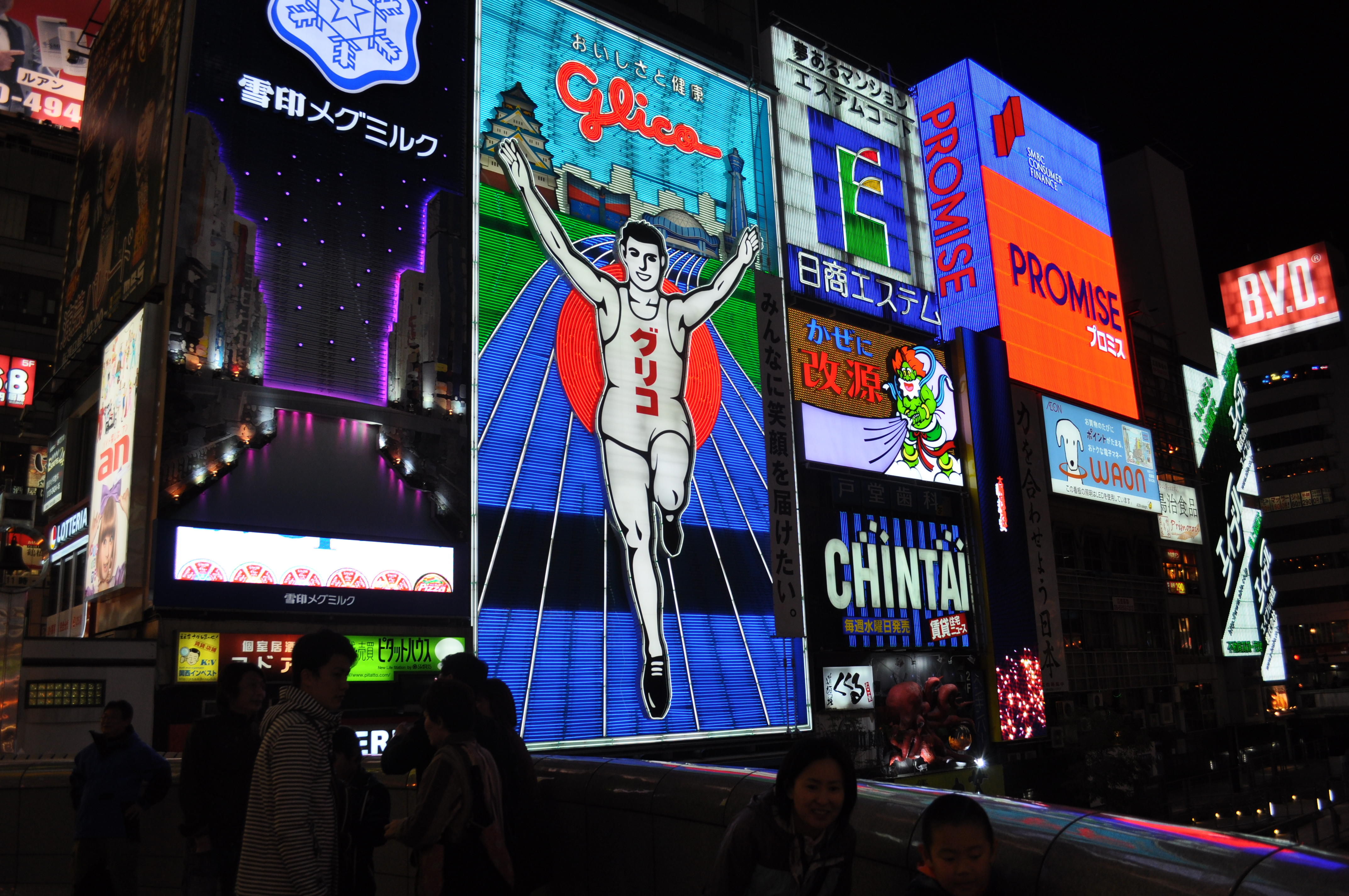
「グリ下キッズ」が集まるグリコサイン（大阪市・道頓堀）
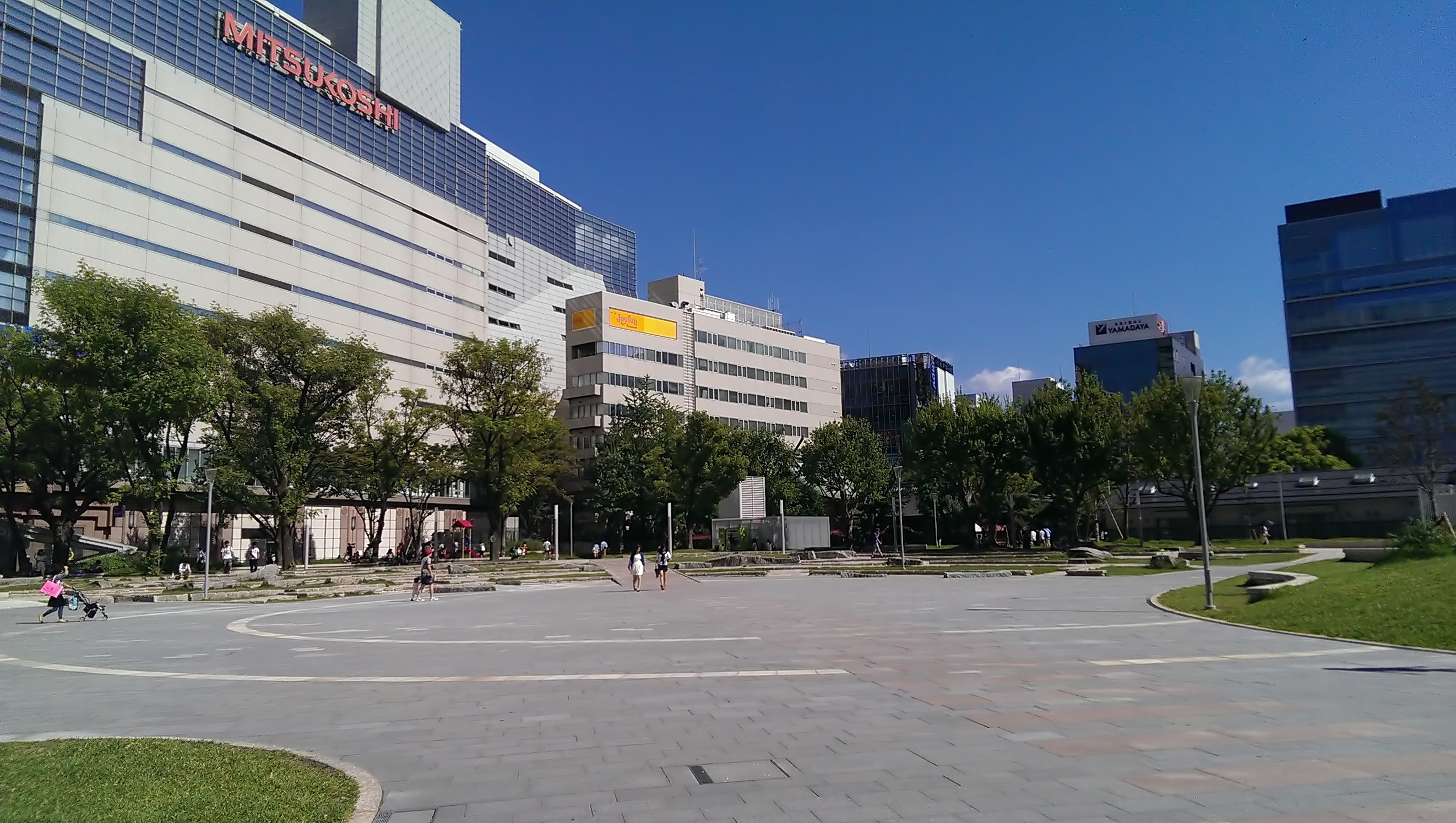
「警固界隈」が集まる警固公園（福岡市・天神